# Armée de Taoliao
L'armée de Taoliao est l'ancienne « Armée pour la remise en état de Hsingan » qui a déserté pour rejoindre les Japonais durant l'invasion de la Mandchourie de 1931. Elle participe à l'opération Nekka qui capture la province de Rehe. En 1933, elle devient l'armée de garde de Rehe mais conserve le même commandant, Zhang Haipeng.
L'armée de Taoliao fait partie de l'armée impériale du Mandchoukouo formée après la création de l'État du Mandchoukouo. Elle est composée d'au moins huit détachements. Le 1er, le 4e, le 5e, le 7e et le 8e détachements participent aux opérations anti-bandits contre Feng Zhanhai et des bandits mongols en été 1932. Au moment de l'opération Nekka en janvier 1933, sept détachements sont mentionnés comme étant une force du Mandchoukouo de 40 000 hommes, rattachée à l'armée d'invasion japonaise.

## Sources
- Jowett, Phillip J., Rays of the Rising Sun Vol 1., Helion & Co. Ltd. 2004.